# Sobrepeso

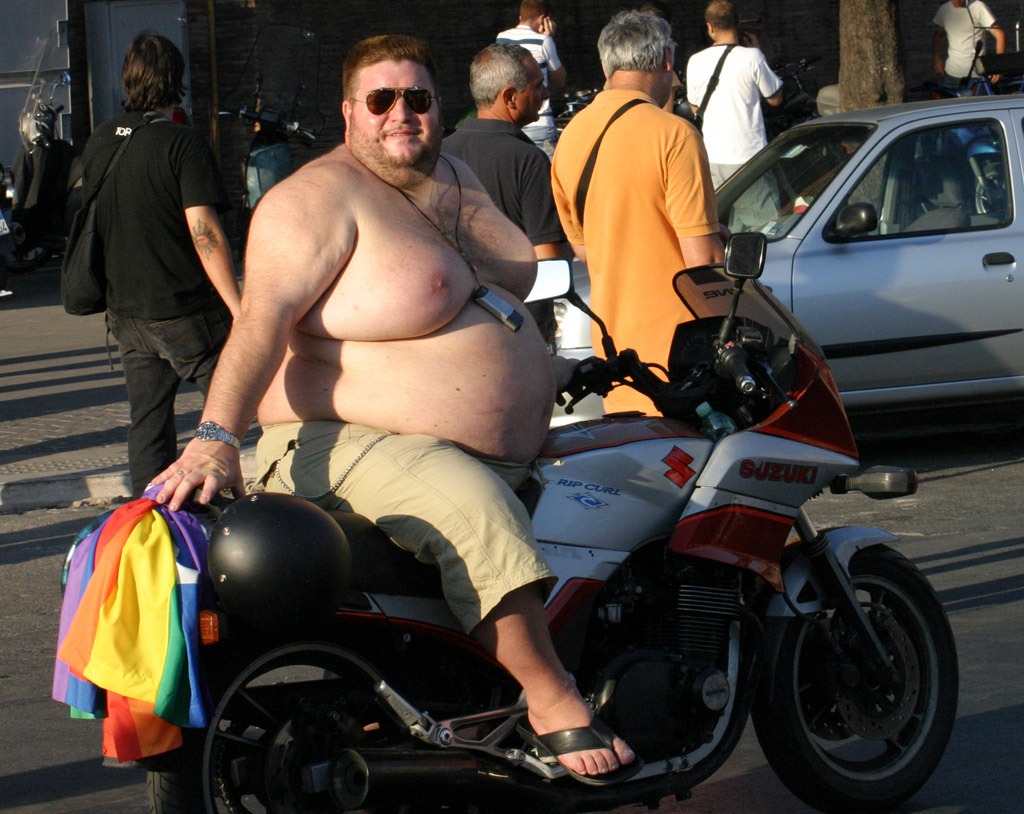
Homem obeso em uma motocicleta

Sobrepeso é geralmente definido como a existência de mais tecido adiposo que o ideal saudável. Estar com sobrepeso é uma condição comum, especialmente onde a haja alimentação abundante e um estilo de vida sedentário.
O sobrepeso alcançou proporções epidêmicas globalmente, com mais de 1 bilhão de adultos nesta condição ou obesos. O crescimento proporcional tem sido observado em todas idades.

## Definição
Definido pela Organização Mundial da Saúde (OMS) como o Índice de Massa Corpórea (IMC) igual ou acima de 25 e abaixo de 30, é um estágio intermediário entre o peso normal e a obesidade. Muito comentada no meio científico e na mídia, a obesidade é considerada pela OMS uma epidemia. Há pesquisadores que a consideram uma pandemia. A obesidade sempre é apresentada como o foco do problema e o sobrepeso acaba ficando como um mero coadjuvante.
O sobrepeso, crescente já há alguns anos, já está implicado como importante causador de desordens sociais e econômicas. Entre as desordens sociais destacam-se o preconceito, crescente demanda por acessibilidade, aumento dos gastos familiares em decorrência de enfermidades com menor disponibilidade de investimento em cultura, por exemplo. Entre as desordens econômicas, surpreende o exponencial crescimento dos gastos com saúde em decorrência do aumento da incidência de enfermidades crônicas como diabetes, hipertensão arterial, doenças cardiovasculares e mesmo neoplásicas, relacionadas ao aumento de peso.
A Organização Mundial da Saúde (OMS) aponta a obesidade como um dos maiores problemas de saúde pública no mundo. A projeção é que, em 2025, cerca de 2,3 bilhões de adultos estejam com sobrepeso e mais de 700 milhões obesos, e de acordo com o relatório do Estado Mundial da Agricultura e da Alimentação de 2013, publicado pela Organização das Nações Unidas para Alimentação e Agricultura (FAO), 870 milhões de pessoas no mundo passam fome, enquanto 500 milhões tem problemas de obesidade.
Contudo, uma revisão recente do sobrepeso, feita por especialistas do Centro para Controle e Prevenção de Doenças dos Estados Unidos, cruzou os dados de 97 pesquisas, envolvendo quase três milhões de indivíduos e descobriu que pessoas com sobrepeso apresentam 6% de menos risco de morrer por qualquer causa, em relação a pessoas de IMC normal.. Com isso, muitos começaram a questionar se o problema seria o sobrepeso em si ou o sedentarismo e má alimentação, já que atletas, por exemplo, possuem muita massa muscular, que acaba sendo contada como sobrepeso.
Sabe-se que o sobrepeso e a obesidade estão relacionados ao aumento da circunferência abdominal, e mesmo aumentos considerados pequenos já têm risco associado, especialmente para o desenvolvimento de Síndrome Metabólica. O Conselho Federal de Medicina conjuntamente à Associação Médica Brasileira no projeto Diretrizes aborda esse tópico na fase de diagnóstico, apontando a iminência de ação em cada nível de aumento da circunferência abdominal e peso.